# Nature
För andra betydelser, se Nature (olika betydelser).
Nature  är en framstående brittisk vetenskaplig veckotidskrift som började utges 4 november 1869 och grundades av Norman Lockyer. Den är världens mest citerade interdisciplinära vetenskapliga tidskrift. Fler än 1 700 artiklar har över åren författats av drygt 275 nobelpristagare.
De flesta vetenskapliga tidskrifter är numera högt specialiserade men Nature är bland ett fåtal tidskrifter (veckotidskrifterna Science and Proceedings of the National Academy of Sciences är också framstående exempel) som fortfarande publicerar originalartiklar inom ett brett spektrum av vetenskapliga områden. Det är många vetenskapliga områden inom vilka viktiga nya framsteg publiceras antingen i artikelform eller som brev i Nature.